# Cory en la Casa Blanca
Cory en la Casa Blanca (Cory in the House en inglés) es una serie de televisión estadounidense transmitida por Disney Channel. Es un spin-off de That's So Raven, estrenada el 12 de enero de 2007. La segunda temporada inició en septiembre del 2007. En septiembre de 2008 se anunció que la serie fue cancelada.

## Producción y Cancelación
Después de completar That's So Raven, se hicieron propuestas para un spin-off que incluye That's So Raven Too! que fue acompañado por una banda sonora del mismo nombre, y habría sido sobre Raven yendo a la universidad. Raven-Symoné recibió el spin-off, pero ella lo rechazó, por lo que Disney Channel decidió dárselo a Kyle Massey. Raven-Symoné volvería más tarde para el spin-off de Raven's Home en 2017.
El primer episodio del 12 de enero de 2007 fue un adelanto. El show fue creado por Marc Warren y Dennis Rinsler, quien produjo Full House y That's So Raven. Cory in the House comenzó a rodarse el 18 de julio de 2006 en Hollywood Center Studios (donde se rodó The Suite Life of Zack & Cody y That's So Raven) y utiliza una audiencia de estudio en algunas escenas.
Al igual que Hannah Montana, muchos de los títulos de episodios son parodias de canciones populares. Por ejemplo, "Construimos este gatito en el Rock and Roll" proviene de "Construimos esta ciudad", "Mall of Confusion" de "Ball of Confusion", "Smells Like School Spirit" de "Smells Like Teen Spirit" y " ¿No es Miss Bahavian?" de "Is not Misbehavin'? "
La razón por la que la serie se canceló fue que después de la 1° temporada, la serie sufrió una gran baja de rating. Otra razón fue que Jason Dolley, quien interpretaba a "Newt", se retiró de la serie debido a otros proyectos, por lo que Cory in the house tiene solo 2 temporadas con 34 capítulos producidos y emitidos.

## Personajes

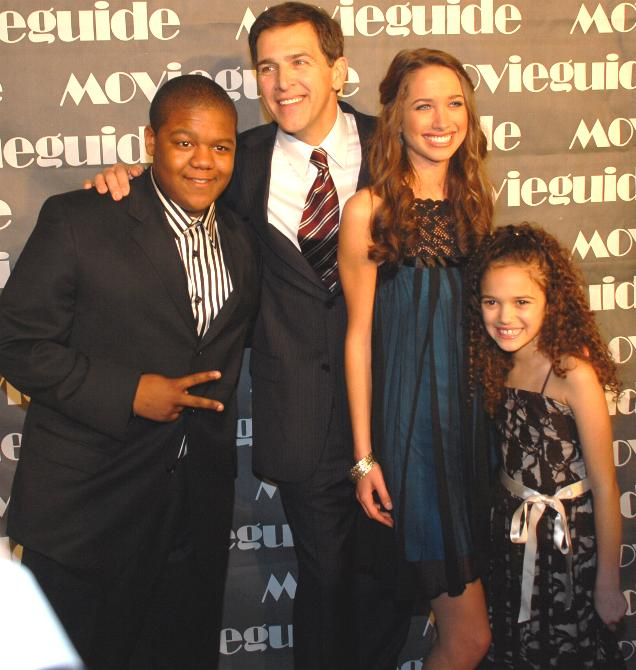
El elenco de la serie, Kyle Massey (Cory), John D'Aquino (Richard), Maiara Walsh (Meena), Madison Pettis (Sophie)

### Principales
- Kyle Massey como Cory Baxter: Es el personaje principal de la serie. Él se destaca por estar obsesionado con el dinero. Él se muda con su padre de San Francisco a la Casa Blanca, ya que su padre consigue trabajo en ese lugar. Él al principio se enamora de Meena, pero luego se da cuenta de que solo pueden ser amigos y acaba saliendo con Dulce Sonrisas (Candy Smiles). Cory a menudo está irritado con la hija del presidente, Sophie Martínez, debido a su carácter de dos caras, y también con Candy Smiles, ya que ella sigue llamándolo "C-Bear". Por lo general, busca el consejo de su padre. Cory de vez en cuando cocina varios esquemas de "hazte rico rápidamente", y terminan mal. Él forma parte de la banda DC3 fundada por Newt, Cory, y Meena como el Baterista. ¡Sus frases en esta serie son "Coming Daddy!", "You Know How I Do", "Dang!" Y "Daddy No!". Cory es similar a su hermana mayor Raven Baxter (de That's So Raven) y ambos siempre se están metiendo en una situación loca, pero al final encuentran una salida. Cuando era mucho más joven, jugó el mismo papel en "That's So Raven", aunque hay una diferencia notable en la interpretación, ya que el joven Cory era presentado como una molestia menor y un villano, mientras que en su propio programa, Cory se parece mucho a su hermana mayor. Hará cualquier cosa para obtener dinero. También ama a Beyoncé, con quien cree que "casará" algún día. En algunos episodios , en un clímax cómico, los pantalones de Cory se caían, revelando su ropa interior, generalmente con signos de dólar en ellos.

- Jason Dolley como Newton "Newt" Livingston III: El hijo de un senador y una miembro de la primera corte, él es el mejor amigo de Meena Paroom y Cory Baxter. Newt no es muy brillante y ama el rock. También tiene algunas características similares como Chelsea Daniels (la amiga de Raven) y Larry (el amigo de Cory). Él ama decir, "asombroso" o "alucinante" en algo que no es realmente "asombroso" o "alucinante", como cuando los estudiantes de la escuela conseguían las vacunas contra la gripe o que va haber un examen de la vista. De alguna manera, él no es bastante bueno para calcular hacia fuera cosas obvias, con todo él tiene el conocimiento para solucionar cosas confusas. Toca la guitarra eléctrica y es el presidente escolar. También sabe del enamoramiento de Cory por Meena. Él usa jeans y cadenas cuando no está en un disfraz en particular. Sophie una vez estaba enamorada de él. También odia la idea de postularse para presidente del cuerpo estudiantil, ya que no cree que será un buen líder, y eso le quitaría por completo su estilo de vida libre de preocupaciones, a pesar de que sus padres lo querían. Peor aún es que si se postuló para presidente de cuerpo estudiantil, él dice que ganaría aunque no lo intentaría gracias a "la maldición de Livingston", una maldición que significa que un Livingston ganará sin importar qué (aunque muchas personas tomarían eso como una bendición). Entre sus padres, su miedo al liderazgo y la maldición de Livingston, Newt se ha visto obligado (aunque lo disfruta) a inventar excusas para sus padres sobre por qué no puede postularse para presidente del cuerpo estudiantil, nombrando el día del año en que los hace "Día de Excusa". Su guitarra es un guardabarros Cherry Flaming Red Fender que está afinado para rock 'n roll.

- Maiara Walsh como Minashnu Meena Paroom: La hija del embajador de Bahavia, y la mejor amiga de Newt Livingston y de Cory Baxter. Meena es el objeto del afecto de Cory, pero ella no está enterada de esto. A Meena le gusta hacer cosas diferentes a la cultura tradicional de Bahavia. Ella hace algunas veces pasteles. Meena canta bien y es parte de la banda "DC3". Jason Stickler, el hijo del jefe de la CIA, está obsesionado con ella hasta el punto de espiarla constantemente. El padre de Meena desaprueba a Cory y a Newt. En Is not Miss Bahavian, una vez le prohibió estar cerca de ellos porque creía que la habían hipnotizado para que no respetara su país. Más tarde, su padre decidió dejarlos seguir siendo amigos después de que Meena aclarara los secretos que guardaba. Es obvio que Cory está enamorado de ella, y cree que le gustará si él hace cosas buenas para ella; sin embargo, Meena no devuelve los sentimientos de Cory. Ella tiene dos aplastamientos diferentes durante la serie llamada Craig Berkowitz y Nanoosh. Meena es similar a Eddie (de That's So Raven). Ambos adoran la música y son los únicos de su género en su grupo de tres. Según Maiara Walsh, su acento bahavés es una mezcla de portugués brasileño y árabe.

- Madison Pettis como Sophie Martínez: La antagonista e hija de 8 años del presidente y "ángel de la Nación". Ella ama las patatas fritas de Victor Baxter, y tenía un amor en Newt durante algún tiempo. Sophie ama jugar con sus carros. Tiene 8 años pero es muy malcriada y siempre se aprovecha de los demás porque se cree superior. Siempre obliga a Cory a hacer el ridículo. Ella tiene dos mejores amigos, Haley y Tanisha, que a menudo compiten con Sophie al azar, como presidente de la clase. También es conocida como "Angel de America " por toda América (aunque ella no es una para Cory), y cuando se menciona su apodo, a menudo responde usando su frase: "¡Así es como me llaman!"

- Rondell Sheridan como Victor Baxter: Victor es el nuevo Chef en la Casa Blanca, y es el papá de Cory. Está la mayoría del tiempo en la cocina donde está la línea presidencial. Cuando él o su hijo están en problemas dice: "Iré a empacar". A menudo resuelve conflictos entre otros personajes, aunque a menudo entra en conflicto con Samantha Samuels.
- John D'Aquino como Richard Martínez: El presidente de Estados Unidos y padre de Sophie Martínez. Tiene la maña de decir siempre que es "El presidente de los Estados Unidos" para dirigirse a sí mismo. También trata de ser gracioso y cuenta chistes que a menudo carecen de sentido del humor como en el episodio "A Rat By Any Other Name" y en el episodio "Nappers Delight". A menudo cuenta con su asistente Samantha Samuels en algunos casos como en el episodio "Just Desserts" y el episodio "I Is not Got Rhythm". Sus acciones como presidente son muy serias, aunque a veces puede llevar a cabo un comportamiento infantil. Por lo general, entra en la escena silbando Salve al Jefe. El presidente Martínez también aparece en Hannah Montana en el episodio "Take this Job and Love It". En la temporada 4 en el episodio Hannah Montana "Hannah Montana a la oficina del director", un nuevo presidente visita a Hannah Montana, lo que implica que el presidente había dejado el cargo antes del 18 de julio de 2010 (la fecha del episodio).

### Secundarios
- Jake Thomas como Jason Stickler: Él tiene un amor masivo en Meena, y desafía a menudo Cory para ganar su corazón. El padre de Jason es el presidente de la CIA y lo equipa de toda la tecnología de última, pero sus planes van siempre mal. Al principio se peleaba con Cory por Meena, pero luego rivalizan con otras cosas. Poco a poco, su relación con el grupo protagonista pasa a ser de "amienemigos", ya que a veces les ayuda y alguna vez considera a Newt, Meena e incluso Cory sus amigos. También lo ven a veces con un corte de pelo de los años 80 y es muy hábil con el teclado. Su padre es 001. Es fanático de las películas y películas de ciencia ficción. Y al igual que Sophie, a veces es el antagonista y a veces Cory, Newt y el amigo de Meena desde que Cory y él cenaron juntos en Purple Lobster después de pelear por Meena en el techo del baño y ayudó a Cory a hurtadillas al presidente (que en realidad era Burt Ponsky , el subgerente de Cheese In A Cup) fuera del centro comercial y de regreso a la Casa Blanca, y ayudó a Newt en su cita y necesitaba que Cory y Newt fueran sus amigos, ya que su robot se rompió y se lo mencionó yendo a la película con Cory, Newt y Meena.
- Lisa Arch como Samantha Samuels: Ayudante personal del presidente Richard Martínez. Ella es muy terminante y gustos para que las cosas abastezcan a las necesidades del presidente. La señorita Samuels pudo también haber sido la encargada de la campaña del presidente. Ella odia los planes de Cory en los que trata de ganar dinero, lo que termina involucrando al presidente. El Chef Victor describe afectuosamente a Samantha como "demasiado estresada". A ella le gustan las llamadas de aves, y puede hacerlo mejor que el presidente. Sin embargo, Samantha tiene un lado suave que le mostró a Sophie durante su fiesta de pijamas en "No tengo ritmo", ya que era la primera y estaba eufórica. Sophie a veces la asigna a hacer su tarea. En "The Presidential Seal" se revela que Samantha tiene heterocromía, cuando dijo que solo tenía un ojo gris.
- Jordan Puryear como Candy Smiles: Es una estudiante de la preparatoria de Cory, siempre ha sido presidenta de la clase hasta que Newt le arrebatara el privilegio. Es una chica que tiene mucho amor por su escuela. En un episodio ella y Cory eran pareja pero solo lo eran para darle celos a Meena, sin embargo Cory empezó a sentir algo por ella en episodios posteriores, y al final se hicieron pareja real. En la versión española se llama Dulce Sonrisas. Ella también es la mejor amiga de Meena y tiene un cinturón negro en karate revelado en We Have No Chemistry. También fue tutora de Cory en Química porque estaba a punto de ir a la escuela de verano. Salió con un tipo llamado Juan Carlos, lo que hizo que Cory se pusiera celoso en "Macho Libre". Ella también ha estado en México y le gustan las cosas mexicanas. También sabe dónde está un cierto punto de presión en el cuerpo, y cada vez que está enojada con Cory, lo usará con él.
- Zolee Griggs como Tanisha: Es una niña de 4.º grado malcriada y mimada que es una de las compañeras de clase de Sophie. Como afirma Sophie, ella es la chica más popular de su clase. Ella es una de las Sunshine Girls con Sophie. Tanisha engañó a su manera de ser presidenta de la clase por llanto falso. Ella aparece en varios episodios diferentes. Sin embargo, en algunos episodios se puede cuestionar que Tanisha y Sophie son amigas, aunque al principio parecía el enemigo de Sophie. En "No tengo ritmo", estuvo a punto de dejar la fiesta de pijamas de Sophie porque no le gustaba Samantha.
- Brianne Tju como Haley: Es una de los mejores amigas de Sophie, y algo nerviosa. Le aterroriza la escuela o cualquier tipo de trabajo. La madre de Haley también le enseñó que debes hablar de personas a sus espaldas cuando no te agradan (como se muestra en el episodio "Making The Braid"). Haley es una Sunshine Girl, como Tanisha y Sophie. A ella también le gusta el helado, y fue parte del grupo de canto de Sophie "The Pink Cupcakes" junto con Tanisha.

## Tema canción y secuencia de apertura
La canción principal de "Cory in the House", fue escrita y producida por Matthew Gerrard y Robbie Nevil, e interpretada por Kyle Massey, Maiara Walsh y Jason Dolley  (aunque los créditos finales del espectáculo solo acreditan la interpretación de la canción principal a Massey). Una canción de tema alternativa "Rollin 'a D.C." también es cantada por Massey y Walsh y fue utilizada en el video musical para promover la serie.

## Doblaje al español
| - Abraham Vega como Cory Baxter. - Mariana Ortiz como Meena Paroom. - Monserrat Mendoza como Sophie Martínez. - Salvador Nájar como Víctor Baxter. - Roberto Mendiola como Presidente Richard Martínez. - Luis Fernando Orozco como Newton "Newt" Livingston. - Carlos Díaz como Jason Stickler. - Lourdes Morán como Samantha Samuels. - Patricia Acevedo como Donna. - Enzo Fortuny como El exprimidor. - Leyla Rangel como Raven Baxter. - Samantha Domínguez como Thainisha. - Claudia Mota como Candy Smiles. Créditos técnicos - Estudio de Doblaje: Diseño en Audio S.A. de C.V., México, D. F. - Director de doblaje: Francisco Colmenero. - Traductor Adaptador: Elena Ramírez. - Doblaje al español producido por: "Disney Character Voices International, Inc" | - Raúl Rojo como Cory Baxter. - Inés Blázquez como Meena Paroom. - Luis Bajo como Victor Baxter. - Lorenzo Beteta como Presidente Richard Martínez. - Blanca Hualde como Sophie Martínez. - Javier Balas como Newt Livingston. - Adolfo Moreno como Jason Stickler. - Pilar Martín como Raven Baxter. - Cristina Yuste como Candy Smiles. - Begoña Hernando como Samantha Samuels. Créditos técnicos - Estudio de Doblaje: SOUNDUB, Madrid. - Director de doblaje: Cecilia Santiago. - Traductor: Paco Vara - Ajustador: Cecilia Santiago - Doblaje al español producido por: "Disney Character Voices International, Inc". |

## Episodios
| Temporada | Episodios | USA                     | USA                      | Latinoamérica       | Latinoamérica       | España              | España                 |
| Temporada | Episodios | Comienzo                | Final                    | Comienzo            | Final               | Comienzo            | Final                  |
| --------- | --------- | ----------------------- | ------------------------ | ------------------- | ------------------- | ------------------- | ---------------------- |
| 1         | 21        | 12 de enero de 2007     | 21 de septiembre de 2007 | 10 de junio de 2007 | 6 de enero de 2008  | 23 de marzo de 2007 | 3 de marzo de 2008     |
| 2         | 13        | 17 de noviembre de 2007 | 12 de septiembre de 2008 | 12 de marzo de 2008 | 28 de junio de 2008 | 11 de mayo de 2008  | 9 de noviembre de 2008 |

## DVD publicados
| Título | Fecha de lanzamiento | Episodios                                                                                  |
| --- | -------------------- | ------------------------------------------------------------------------------------------ |
| All-Star Edition | 7 de agosto de 2007  | Air Force One Too Many, Just Desserts, Never The Dwayne Shall Meet, That's So In The House |
| El DVD incluye cuatro episodios de la serie y un extra detrás de escenas de los episodios "That's So In The House" y "Never The Dwayne Shall Meet" |                      |                                                                                            |
| Newt And Improved | 27 de mayo de 2008   | The Presidential Seal, Through The Roof, Peace, Love, And Misunderstanding, Lip Service    |
| El DVD incluye cuatro episodios de la serie, más un extra de como está hecho un episodio de comienzo a fin.                                        |                      |                                                                                            |